# Státní rozpočet České republiky na rok 2015
Státní rozpočet České republiky na rok 2015 byl zákon č. 345/2014 Sb. ze dne 10. prosince 2014, který nabyl účinnosti k 1. lednu 2015. Jednalo se o plán hospodaření České republiky, přičemž jeho ústředním orgánem bylo Ministerstvo financí. Účet státního rozpočtu spravuje ČNB. Státní rozpočet na rok 2015 musel být sestaven, stejně jako státní rozpočet na jakýkoliv jiný rok, dle zákona o rozpočtových pravidlech.
Jednalo se o první rozpočet, který sestavila vláda Bohuslava Sobotky a jehož předkladatelem byl ministr financí Andrej Babiš (ANO). Počítal se snížením schodku ze 112 mld. Kč v roce 2014 o 12 mld. Kč, přičemž absolutní výše státního dluhu měla zůstat ke konci roku 2015 neměnná oproti konci roku 2013.

## Plán a plnění rozpočtu

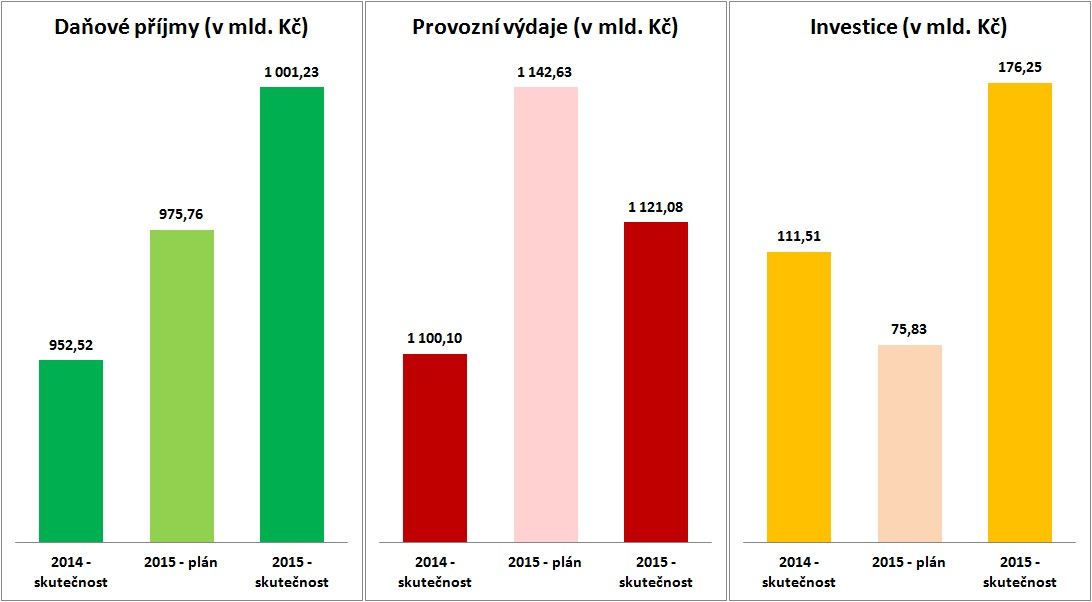
Daňové příjmy, provozní výdaje a investice (v mld. Kč)

Zákon o státním rozpočtu na rok 2015 počítal s úhrnnými příjmy ve výši 1 118,5 mld. Kč, úhrnnými výdaji 1 218,5 mld. Kč a s deficitem hospodaření 100,0 mld. Kč.

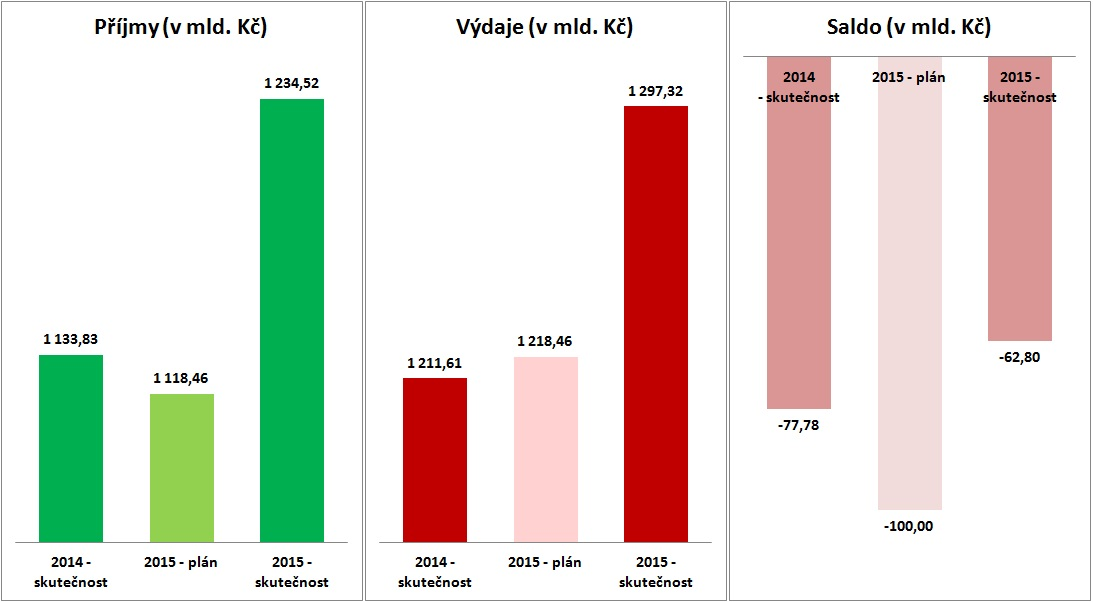
Příjmy, výdaje, saldo (v mld. Kč)

Plnění příjmů k 31. prosinci 2015 dosáhlo 1 234,5 mld. Kč, což je o 116,1 mld. Kč více, než bylo plánováno. Na vysokém plnění oproti plánu se nejvíce podepsalo čerpání z evropských fondů, které dosáhlo hodnoty 139,7 mld. Kč, což bylo meziročně o 50,2 mld. Kč více.
Výdaje byly k 31. prosinci 2015 čerpány ve výši 1 297,3 mld. Kč, což je o 78,9 mld. Kč více, než bylo rozpočtováno. Investice dosáhly v tomto roce rekordní úrovně (nejvyšší od roku 1993) 176,3 mld. Kč (meziročně více o 58,1 %), což souvisí s úspěšným čerpáním evropských fondů. Podíl investic na celkových výdajích tak činil 13,6 % (meziročně o 4,4 p. b. více).
Schodek pak byl oproti plánu nižší o 37,2 mld. Kč a dosáhl výše 62,8 mld. Kč (meziročně o 15,0 mld. Kč méně). Státní dluh České republiky ke konci roku 2015 činil 1673,0 mld. Kč, meziročně o 9,3 mld. Kč více.

### Úhrnná bilance státního rozpočtu za rok 2015 a srovnání s rokem 2014 (v mld. Kč)[3]
| ukazatel           | 2015               | 2015       | 2015            | 2015                  | 2014       | srovnání    | srovnání    |
| ukazatel           | schválený rozpočet | skutečnost | plnění rozpočtu | rozdíl skuteč. - plán | skutečnost | 2015 / 2014 | 2015 - 2014 |
| ------------------ | ------------------ | ---------- | --------------- | --------------------- | ---------- | ----------- | ----------- |
| PŘÍJMY             | 1 118,46           | 1 234,52   | 110,4 %         | 116,06                | 1 133,83   | 108,9 %     | 100,69      |
| - daňové           | 975,76             | 1 001,23   | 102,6 %         | 25,47                 | 952,52     | 105,1 %     | 48,71       |
| - nedaňové, dotace | 142,70             | 233,29     | 163,5 %         | 90,59                 | 181,31     | 128,7 %     | 51,98       |
| VÝDAJE             | 1 218,46           | 1 297,32   | 106,5 %         | 78,86                 | 1 211,61   | 107,1 %     | 85,71       |
| - provozní         | 1 142,63           | 1 121,08   | 98,1 %          | -21,55                | 1 100,10   | 101,9 %     | 20,97       |
| - investiční       | 75,83              | 176,25     | 232,4 %         | 100,42                | 111,51     | 158,1 %     | 64,74       |
| SALDO              | -100,00            | -62,80     | 62,8 %          | 37,20                 | -77,78     | 80,7 %      | 14,98       |

## Plnění daňových příjmů (v mld. Kč)[3]
Na daňových příjmech se za rok 2015 vybralo pro státní rozpočet meziročně o 48,7 mld. Kč více (5,1 %), čímž daňové inkaso dosáhlo historicky nejvyšší hodnoty a to 1 001,23 mld. Kč. Za tímto růstem stálo především inkaso pojistného na sociální zabezpečení (meziročně více o 21,7 mld. Kč), ně z příjmů právnických osob (10,2 mld. Kč), spotřebních daní (9,0 mld. Kč) a daně z přidané hodnoty (6,4 mld. Kč).
| ukazatel         | 2015               | 2015       | 2015            | 2015                | 2014       | srovnání    | srovnání    |
| ukazatel         | schválený rozpočet | skutečnost | plnění rozpočtu | rozdíl skut. - plán | skutečnost | 2015 / 2014 | 2015 - 2014 |
| ---------------- | ------------------ | ---------- | --------------- | ------------------- | ---------- | ----------- | ----------- |
| CELKEM           | 975,76             | 1 001,23   | 102,6 %         | 25,47               | 952,52     | 105,1 %     | 48,71       |
| Daňové (bez SZ)  | 575,08             | 596,65     | 103,8 %         | 21,57               | 569,59     | 104,8 %     | 27,06       |
| - DPH            | 229,30             | 236,63     | 103,2 %         | 7,33                | 230,25     | 102,8 %     | 6,39        |
| - spotřební daně | 135,40             | 142,97     | 105,6 %         | 7,57                | 134,02     | 106,7 %     | 8,95        |
| - DPFO           | 104,80             | 103,05     | 98,3 %          | -1,75               | 98,22      | 104,9 %     | 4,84        |
| - DPPO           | 89,00              | 99,57      | 111,9 %         | 10,57               | 89,37      | 111,4 %     | 10,20       |
| - majetkové daně | 9,50               | 6,79       | 71,5 %          | -2,71               | 9,42       | 72,1 %      | -2,63       |
| - ostatní        | 7,08               | 7,64       | 107,9 %         | 0,56                | 8,31       | 91,9 %      | -0,67       |
| Pojistné na SZ   | 400,67             | 404,58     | 101,0 %         | 3,91                | 382,93     | 105,7 %     | 21,66       |

## Čerpání výdajů podle kapitol (v mld. Kč)[4][5]
Čerpání výdajů státního rozpočtu podle kapitol bude doplněno ke konci května 2016, jakmile Ministerstvo financí České republiky tato čísla zveřejní.
| kapitola státního rozpočtu                       | 2015               | 2015       | 2015            | 2015                | 2014       | srovnání    | srovnání    |
| kapitola státního rozpočtu                       | schválený rozpočet | skutečnost | plnění rozpočtu | rozdíl skut. - plán | skutečnost | 2015 / 2014 | 2015 - 2014 |
| ------------------------------------------------ | ------------------ | ---------- | --------------- | ------------------- | ---------- | ----------- | ----------- |
| 301 Kancelář prezidenta republiky                | 0,39               |            |                 |                     | 0,35       |             |             |
| 302 Poslanecká sněmovna Parlamentu               | 1,07               |            |                 |                     | 1,12       |             |             |
| 303 Senát Parlamentu                             | 0,52               |            |                 |                     | 0,47       |             |             |
| 304 Úřad vlády České republiky                   | 0,89               |            |                 |                     | 0,71       |             |             |
| 305 Bezpečnostní informační služba               | 1,21               |            |                 |                     | 1,17       |             |             |
| 306 Ministerstvo zahraničních věcí               | 6,38               |            |                 |                     | 6,03       |             |             |
| 307 Ministerstvo obrany                          | 43,78              |            |                 |                     | 41,07      |             |             |
| 308 Národní bezpečnostní úřad                    | 0,33               |            |                 |                     | 0,34       |             |             |
| 309 Kancelář veřejného ochránce práv             | 0,11               |            |                 |                     | 0,10       |             |             |
| 312 Ministerstvo financí                         | 17,29              |            |                 |                     | 16,54      |             |             |
| 313 Ministerstvo práce a sociálních věcí         | 533,28             |            |                 |                     | 519,68     |             |             |
| 314 Ministerstvo vnitra                          | 55,07              |            |                 |                     | 55,79      |             |             |
| 315 Ministerstvo životního prostředí             | 9,41               |            |                 |                     | 34,83      |             |             |
| 317 Ministerstvo pro místní rozvoj               | 14,79              |            |                 |                     | 20,22      |             |             |
| 321 Grantová agentura České republiky            | 3,68               |            |                 |                     | 3,43       |             |             |
| 322 Ministerstvo průmyslu a obchodu              | 38,73              |            |                 |                     | 37,35      |             |             |
| 327 Ministerstvo dopravy                         | 35,74              |            |                 |                     | 41,51      |             |             |
| 328 Český telekomunikační úřad                   | 0,77               |            |                 |                     | 0,62       |             |             |
| 329 Ministerstvo zemědělství                     | 53,76              |            |                 |                     | 48,61      |             |             |
| 333 Ministerstvo školství, mládeže a tělovýchovy | 135,90             |            |                 |                     | 140,05     |             |             |
| 334 Ministerstvo kultury                         | 10,89              |            |                 |                     | 10,93      |             |             |
| 335 Ministerstvo zdravotnictví                   | 6,80               |            |                 |                     | 7,19       |             |             |
| 336 Ministerstvo spravedlnosti                   | 23,39              |            |                 |                     | 21,71      |             |             |
| 343 Úřad pro ochranu osobních údajů              | 0,15               |            |                 |                     | 0,13       |             |             |
| 344 Úřad průmyslového vlastnictví                | 0,17               |            |                 |                     | 0,16       |             |             |
| 345 Český statistický úřad                       | 0,93               |            |                 |                     | 1,16       |             |             |
| 346 Český úřad zeměměřický a katastrální         | 2,83               |            |                 |                     | 2,83       |             |             |
| 348 Český báňský úřad                            | 0,14               |            |                 |                     | 0,13       |             |             |
| 349 Energetický regulační úřad                   | 0,24               |            |                 |                     | 0,19       |             |             |
| 353 Úřad pro ochranu hospodářské soutěže         | 0,24               |            |                 |                     | 0,20       |             |             |
| 355 Ústav pro studium totalitních režimů         | 0,16               |            |                 |                     | 0,15       |             |             |
| 358 Ústavní soud                                 | 0,18               |            |                 |                     | 0,16       |             |             |
| 361 Akademie věd České republiky                 | 4,52               |            |                 |                     | 4,45       |             |             |
| 372 Rada pro rozhlasové a televizní vysílání     | 0,05               |            |                 |                     | 0,05       |             |             |
| 374 Správa státních hmotných rezerv              | 2,25               |            |                 |                     | 2,07       |             |             |
| 375 Státní úřad pro jadernou bezpečnost          | 0,36               |            |                 |                     | 0,32       |             |             |
| 376 Generální inspekce bezpečnostních sborů      | 0,27               |            |                 |                     | 0,28       |             |             |
| 377 Technologická agentura ČR                    | 2,89               |            |                 |                     | 2,92       |             |             |
| 381 Nejvyšší kontrolní úřad                      | 0,52               |            |                 |                     | 0,44       |             |             |
| 396 Státní dluh                                  | 64,47              |            |                 |                     | 55,89      |             |             |
| 397 Operace státních finančních aktiv            | 1,81               |            |                 |                     | 0,21       |             |             |
| 398 Všeobecná pokladní správa                    | 142,12             |            |                 |                     | 130,05     |             |             |
| CELKEM                                           | 1 218,46           | 1 297,32   | 106,5 %         | 78,86               | 1 211,61   | 107,1 %     | 85,71       |